# Fran Karačić
Fran Karačić (Zagabria, 12 maggio 1996) è un calciatore croato naturalizzato australiano, difensore della Lokomotiva Zagabria e della nazionale australiana.

## Biografia
Nato e cresciuto in Croazia, Karačić possiede la cittadinanza australiana poiché il padre nacque a Sydney da immigrati croati che poi rientrarono in patria.

## Carriera

### Club
Cresciuto nel Kustošija, ha in seguito militato nel settore giovanile dell'NK Zagabria, per poi passare nel vivaio del Lokomotiva Zagabria nel 2012. Nel 2015 si è trasferito in prestito al Lučko, squadra con cui ha esordito nei campionati professionistici. Rientrato nello stesso anno al Lokomotiva Zagabria, vi ha militato per varie stagioni. Acquistato nel febbraio 2020 dalla Dinamo Zagabria, è rimasto alla Lokomotiva in prestito sino all'11 gennaio 2021; l'indomani è stato acquistato dal Brescia a titolo definitivo per un milione di euro.

### Nazionale
Dopo aver rappresentato la nazionale Under-21 croata, nel maggio del 2018 viene inserito nella lista dei pre-convocati della nazionale maggiore australiana per i Mondiali di calcio in Russia, senza però rientrare nella rosa finale.
Debutta con i Socceroos solamente tre anni più tardi, il 3 giugno 2021, scendendo in campo nel successo per 3-0 contro il Kuwait.
Nel novembre del 2022, viene incluso dal CT Graham Arnold nella rosa partecipante ai Mondiali di calcio in Qatar.

## Statistiche

### Presenze e reti nei club
Statistiche aggiornate al 1º luglio 2023.
| Stagione             | Squadra              | Campionato           | Campionato | Campionato | Coppe nazionali | Coppe nazionali | Coppe nazionali | Coppe continentali | Coppe continentali | Coppe continentali | Altre coppe | Altre coppe | Altre coppe | Totale | Totale |
| Stagione             | Squadra              | Comp                 | Pres       | Reti       | Comp            | Pres            | Reti            | Comp               | Pres               | Reti               | Comp        | Pres        | Reti        | Pres   | Reti   |
| -------------------- | -------------------- | -------------------- | ---------- | ---------- | --------------- | --------------- | --------------- | ------------------ | ------------------ | ------------------ | ----------- | ----------- | ----------- | ------ | ------ |
| 2014-gen. 2015       | Lokomotiva Zagabria  | 1. HNL               | 0          | 0          | CC              | 0               | 0               | -                  | -                  | -                  | -           | -           | -           | 0      | 0      |
| gen.-giu. 2015       | Lučko                | 2. HNL               | 8          | 0          | CC              | -               | -               | -                  | -                  | -                  | -           | -           | -           | 8      | 0      |
| 2015-2016            | Lokomotiva Zagabria  | 1. HNL               | 10         | 0          | CC              | 0               | 0               | UEL                | 0                  | 0                  | -           | -           | -           | 10     | 0      |
| 2016-2017            | Lokomotiva Zagabria  | 1. HNL               | 19         | 3          | CC              | 1               | 0               | UEL                | 1                  | 0                  | -           | -           | -           | 21     | 3      |
| 2017-2018            | Lokomotiva Zagabria  | 1. HNL               | 26         | 1          | CC              | 3               | 0               | -                  | -                  | -                  | -           | -           | -           | 29     | 1      |
| 2018-2019            | Lokomotiva Zagabria  | 1. HNL               | 32         | 1          | CC              | 2               | 0               | -                  | -                  | -                  | -           | -           | -           | 34     | 1      |
| 2019-2020            | Lokomotiva Zagabria  | 1. HNL               | 30         | 2          | CC              | 3               | 1               | -                  | -                  | -                  | -           | -           | -           | 33     | 3      |
| 2020-gen. 2021       | Lokomotiva Zagabria  | 1. HNL               | 12         | 1          | CC              | 2               | 0               | UEL+UEL            | 1+1                | 0                  | -           | -           | -           | 16     | 1      |
| Totale Lok. Zagabria | Totale Lok. Zagabria | Totale Lok. Zagabria | 129        | 8          |                 | 11              | 1               |                    | 3                  | 0                  |             | -           | -           | 143    | 9      |
| gen.-giu. 2021       | Brescia              | B                    | 15+1       | 0          | CI              | -               | -               | -                  | -                  | -                  | -           | -           | -           | 16     | 0      |
| 2021-2022            | Brescia              | B                    | 17+1       | 0          | CI              | 0               | 0               | -                  | -                  | -                  | -           | -           | -           | 18     | 0      |
| 2022-2023            | Brescia              | B                    | 22+2       | 0          | CI              | 1               | 0               | -                  | -                  | -                  | -           | -           | -           | 25     | 0      |
| Totale Brescia       | Totale Brescia       | Totale Brescia       | 54+4       | 0          |                 | 1               | 0               |                    | -                  | -                  |             | -           | -           | 59     | 0      |
| Totale carriera      | Totale carriera      | Totale carriera      | 191+4      | 8          |                 | 12              | 1               |                    | 3                  | 0                  |             | -           | -           | 210    | 9      |

### Cronologia presenze e reti in nazionale
| Cronologia completa delle presenze e delle reti in nazionale ― Australia | Cronologia completa delle presenze e delle reti in nazionale ― Australia | Cronologia completa delle presenze e delle reti in nazionale ― Australia | Cronologia completa delle presenze e delle reti in nazionale ― Australia | Cronologia completa delle presenze e delle reti in nazionale ― Australia | Cronologia completa delle presenze e delle reti in nazionale ― Australia | Cronologia completa delle presenze e delle reti in nazionale ― Australia | Cronologia completa delle presenze e delle reti in nazionale ― Australia |
| Data                                                                     | Città                                                                    | In casa                                                                  | Risultato                                                                | Ospiti                                                                   | Competizione                                                             | Reti                                                                     | Note                                                                     |
| ------------------------------------------------------------------------ | ------------------------------------------------------------------------ | ------------------------------------------------------------------------ | ------------------------------------------------------------------------ | ------------------------------------------------------------------------ | ------------------------------------------------------------------------ | ------------------------------------------------------------------------ | ------------------------------------------------------------------------ |
| 3-6-2021                                                                 | Al Kuwait                                                                | Kuwait                                                                   | 0 – 3                                                                    | Australia                                                                | Qual. Mondiali 2022                                                      | -                                                                        |                                                                          |
| 11-6-2021                                                                | Al Kuwait                                                                | Nepal                                                                    | 0 – 3                                                                    | Australia                                                                | Qual. Mondiali 2022                                                      | 1                                                                        |                                                                          |
| 15-6-2021                                                                | Al Kuwait                                                                | Australia                                                                | 1 – 0                                                                    | Giordania                                                                | Qual. Mondiali 2022                                                      | -                                                                        | 90+1’                                                                    |
| 7-10-2021                                                                | Doha                                                                     | Australia                                                                | 3 – 1                                                                    | Oman                                                                     | Qual. Mondiali 2022                                                      | -                                                                        | 80’                                                                      |
| 12-10-2021                                                               | Saitama                                                                  | Giappone                                                                 | 2 – 1                                                                    | Australia                                                                | Qual. Mondiali 2022                                                      | -                                                                        | 89’                                                                      |
| 16-11-2021                                                               | Sharjah                                                                  | Cina                                                                     | 1 – 1                                                                    | Australia                                                                | Qual. Mondiali 2022                                                      | -                                                                        | 83’                                                                      |
| 27-1-2022                                                                | Melbourne                                                                | Australia                                                                | 4 – 0                                                                    | Vietnam                                                                  | Qual. Mondiali 2022                                                      | -                                                                        |                                                                          |
| 1-2-2022                                                                 | Mascate                                                                  | Oman                                                                     | 2 – 2                                                                    | Australia                                                                | Qual. Mondiali 2022                                                      | -                                                                        | 63’                                                                      |
| 1-6-2022                                                                 | Al Wakrah                                                                | Australia                                                                | 2 – 1                                                                    | Giordania                                                                | Amichevole                                                               | -                                                                        |                                                                          |
| 13-6-2022                                                                | Ar Rayyan                                                                | Australia                                                                | 0 – 0 dts (5 – 4 dtr)                                                    | Perù                                                                     | Qual. Mondiali 2022                                                      | -                                                                        | 91’                                                                      |
| 22-9-2022                                                                | Brisbane                                                                 | Australia                                                                | 1 – 0                                                                    | Nuova Zelanda                                                            | Amichevole                                                               | -                                                                        | 70’                                                                      |
| 26-11-2022                                                               | Al Wakrah                                                                | Tunisia                                                                  | 0 – 1                                                                    | Australia                                                                | Mondiali 2022 - 1º turno                                                 | -                                                                        | 75’                                                                      |
| 3-12-2022                                                                | Al Rayyan                                                                | Argentina                                                                | 2 – 1                                                                    | Australia                                                                | Mondiali 2022 - Ottavi di finale                                         | -                                                                        | 72’                                                                      |
| 20-3-2025                                                                | Sydney                                                                   | Australia                                                                | 5 – 1                                                                    | Indonesia                                                                | Qual. Mondiali 2026                                                      | -                                                                        | 72’                                                                      |
| 25-3-2025                                                                | Hangzhou                                                                 | Cina                                                                     | 0 – 2                                                                    | Australia                                                                | Qual. Mondiali 2026                                                      | -                                                                        | 76’                                                                      |
| Totale                                                                   |                                                                          | Presenze                                                                 | 15                                                                       |                                                                          | Reti                                                                     | 1                                                                        |                                                                          |